# Cussonia spicata
Cussonia spicata är en araliaväxtart som beskrevs av Thunb. Cussonia spicata ingår i släktet Cussonia och familjen Araliaceae. Inga underarter finns listade.

## Bildgalleri

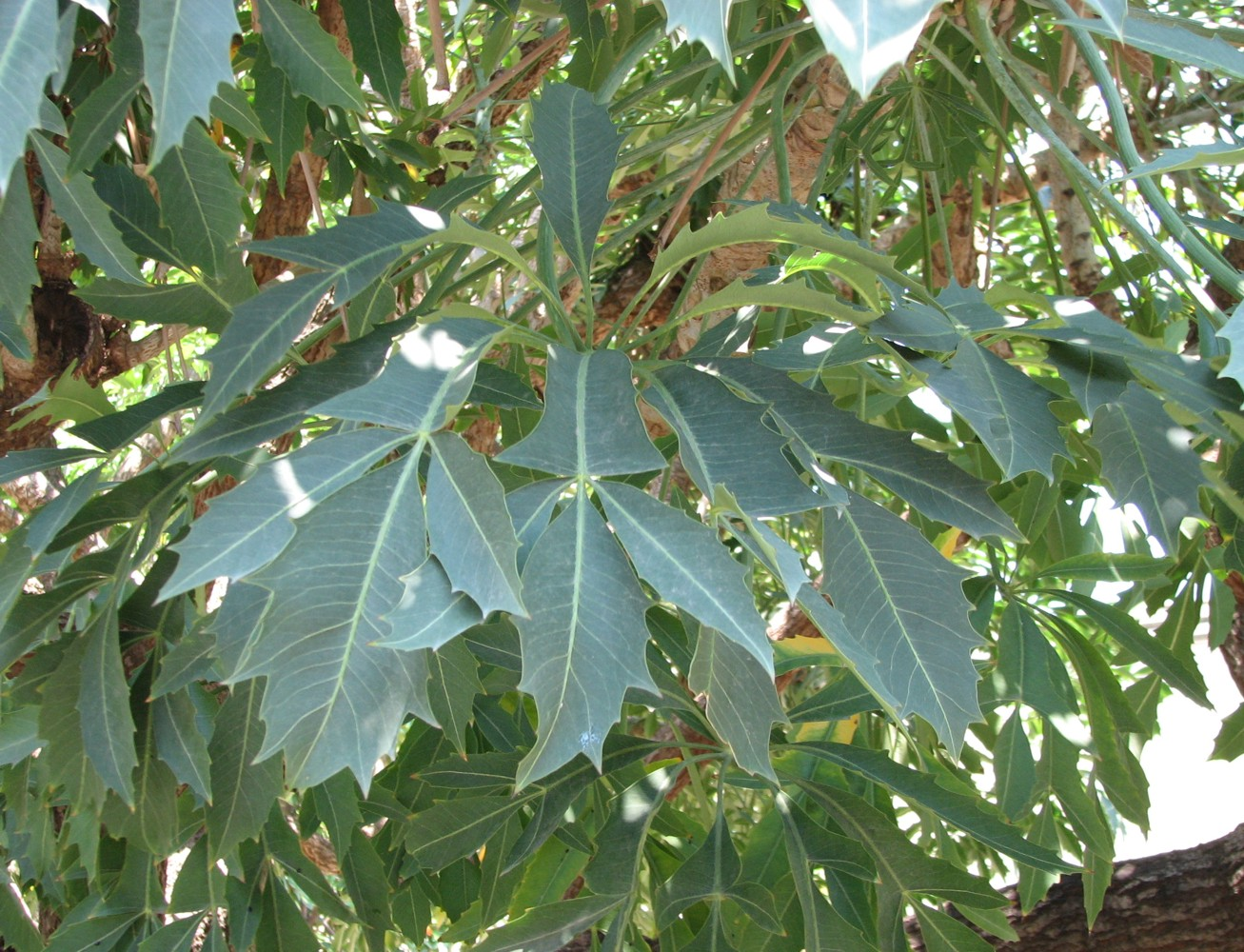